# 格雷格·史密斯 (1967年)
格雷格·史密斯（英語：Greg Smith，1967年8月19日—），澳大利亚男子田径、轮椅橄榄球运动员。他曾代表澳大利亚参加1992年、1996年、2000年、2008年和2012年夏季残疾人奥林匹克运动会，获得四枚金牌、三枚银牌和二枚铜牌。